# Crozant
 Crozant  es una localidad y comuna  de Francia, en la región de Lemosín, departamento de Creuse, en el distrito de Guéret y cantón de Dun-le-Palestel.
Su población en el censo de 1999 era de 581 habitantes.
Forma parte del Camino de Santiago (Via Lemovicensis).
Está integrada en la Communauté de communes du Pays Dunois.

## Demografía
| 909 | 929 | 862 | 732 | 636 | 581 |
| Para los censos de 1962 a 1999 la población legal corresponde a la población sin duplicidades (Fuente: INSEE [Consultar]) |     |     |     |     |     |

## Puntos de interés
- Arboretum de la Sédelle